# Francis Kibiwott Larabal

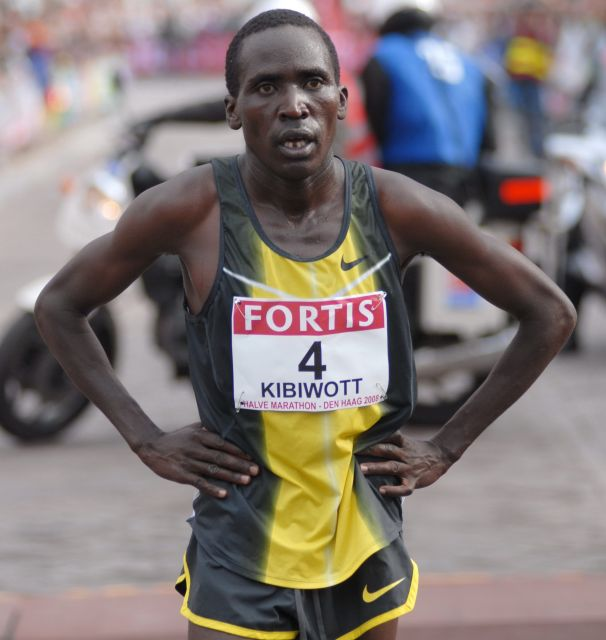
Francis Kibiwott Larabal beim CPC Loop Den Haag 2008

Francis Kibiwott Larabal (* 15. September 1978 in Kasiela, Baringo District) ist ein kenianischer Langstreckenläufer, der sich auf Straßenläufe spezialisiert hat. 

## Leben
Nach der Kasiela Primary School besuchte er die Baringo High School, wo er von Bernard Kitirit trainiert wurde und gegen spätere Spitzenläufer wie Benson Kipchumba Cherono antrat. Nach dem Schulabschluss hörte er zunächst mit dem Laufsport auf, da er keinen Trainer mehr hatte, und fing erst wieder an, nachdem er nach Nyahururu gezogen war.
2003 wurde er Dritter bei den 20 van Alphen, Sechster beim CPC Loop Den Haag und gewann den Dam tot Damloop. Nach einem dritten Platz beim Egmond-Halbmarathon 2004 musste er wegen einer Typhus-Erkrankung pausieren. Im Herbst wurde er dann Vierte beim Dam tot Damloop.
2005 wurde er Zweiter auf der 10-km-Strecke beim Paderborner Osterlauf. Danach machte ihm eine Knieverletzung zu schaffen, die nach einem zweiten Platz beim Dam tot Damloop erneut auftrat.
2006 kehrte er mit einem Sieg beim Dam tot Damloop ins Wettkampfgeschehen zurück und entschied die Route du Vin, den Delhi-Halbmarathon und den Obudu-Berglauf für sich. 2007 wurde er Vierter beim RAK-Halbmarathon und Zweiter beim Berliner Halbmarathon, kam aber bei den Straßenlauf-Weltmeisterschaften in Udine lediglich auf den 45. Platz. 2008 wurde er Fünfter beim CPC Loop Den Haag.
2009 wechselte er auf die volle Marathondistanz. Zunächst wurde er Zwölfter beim Paris-Marathon und siegte dann im Herbst beim JoongAng Seoul Marathon. 2010 wurde er Neunter in Paris und 2011 Fünfter beim Nagano-Marathon. 2012 wurde er Zweiter beim Tiberias-Marathon und gewann den Nagano-Marathon.
Francis Kibiwott Larabal wird vom Manager Jos Hermens betreut. Mit seinen Preisgeldern hat er seinen Eltern ein Stück Land in seinem Heimatdistrikt gekauft.

## Persönliche Bestzeiten
- Halbmarathon: 59:26 min, 1. April 2007, Berlin
- Marathon: 2:07:32 h, 12. Januar 2012, Tiberias